# Astrid Hänschen
Astrid Hänschen (Hamburgo, 4 de eenero de 19) es un deportista alemán que compitió en tiro con arco, en las modalidades de arco recurvo y arco compuesto.
Ganó una medalla de bronce en el Campeonato Mundial de Tiro con Arco al Aire Libre de 1999 y una medalla de oro en el Campeonato Europeo de Tiro con Arco en Sala de 1996, en la prueba de equipo.

## Palmarés internacional
| Campeonato Mundial al Aire Libre | Campeonato Mundial al Aire Libre | Campeonato Mundial al Aire Libre | Campeonato Mundial al Aire Libre |
| Año                              | Lugar                            | Medalla                          | Prueba                           |
| -------------------------------- | -------------------------------- | -------------------------------- | -------------------------------- |
| 1999                             | Riom (Francia)                   | Medalla de bronce                | Equipo                           |

| Campeonato Europeo en Sala | Campeonato Europeo en Sala | Campeonato Europeo en Sala | Campeonato Europeo en Sala |
| Año                        | Lugar                      | Medalla                    | Prueba                     |
| -------------------------- | -------------------------- | -------------------------- | -------------------------- |
| 1996                       | Mol (Bélgica)              | Medalla de oro             | Equipo                     |